# Илићи (Мостар)
Илићи су насељено мјесто града Мостара, Федерација Босне и Херцеговине, БиХ.

## Географија
Илићи су приградско насељено мјесто у западном предграђу Мостара.

## Становништво
| Националност       | 1991.          | 1981.          | 1971.          |
| Хрвати             | 2.684 (92,07%) | 2.216 (90,37%) | 1.780 (92,37%) |
| Муслимани          | 142 (4,87%)    | 124 (5,05%)    | 111 (5,76%)    |
| Срби               | 9 (0,30%)      | 11 (0,44%)     | 4 (0,20%)      |
| Југословени        | 57 (1,95%)     | 84 (3,42%)     | 9 (0,46%)      |
| остали и непознато | 23 (0,78%)     | 17 (0,69%)     | 23 (1,19%)     |
| Укупно             | 2.915          | 2.452          | 1.927          |